# Апотека
Апотека је здравствена установа која набавља и испитује лекове и санитетски материјал, и њима снабдева становништво. У неким апотекама се и израђују и тестирају лекови.
Апотека је радно место већине фармацеута. У апотекама фармацеути, поред улоге здравственог радника, имају и улогу продавца, у чему се огледа дихотомија фармацеутске струке.
Апотека се састоји од дела за продају, складиштење и магистралну израду лекова, а данас све чешће имају и посебан део за консултацију са пацијентима. Одговарајући закони прописују услове складиштења, обавезне натписе, опрему и сл. Раније је била пракса да фармацеут ради на изради и издавању лекова, док се данас ти послови препуштају фармацеутским техничарима а фармацеути проводе више времена комуникацији са пацијентима.
У апотеци мора бити присутан квалификовани фармацеут током читавог радног времена. У неким земљама и власник апотеке мора бити регистровани фармацеут, док у земљама где ово није случај апотекарска одељења имају и супермаркети и остали облици малопродаје.
С друге стране, већина апотека је данас проширила свој асортиман са лекова на козметику, дијететске производе, здраву храну и сличне сродне производе.
У Србији је 1830 оворена прва апотека у Београду, 1836. је отворена Дворска и воена апотека у Крагујевцу, а 1862, у саставу Главне војне болнице у Београду је основана и прва болничка апотека. "Дрогерија" на Цветном тргу 1924. била је прва коју су отвориле жене.